# Веклич, Александр Анатольевич

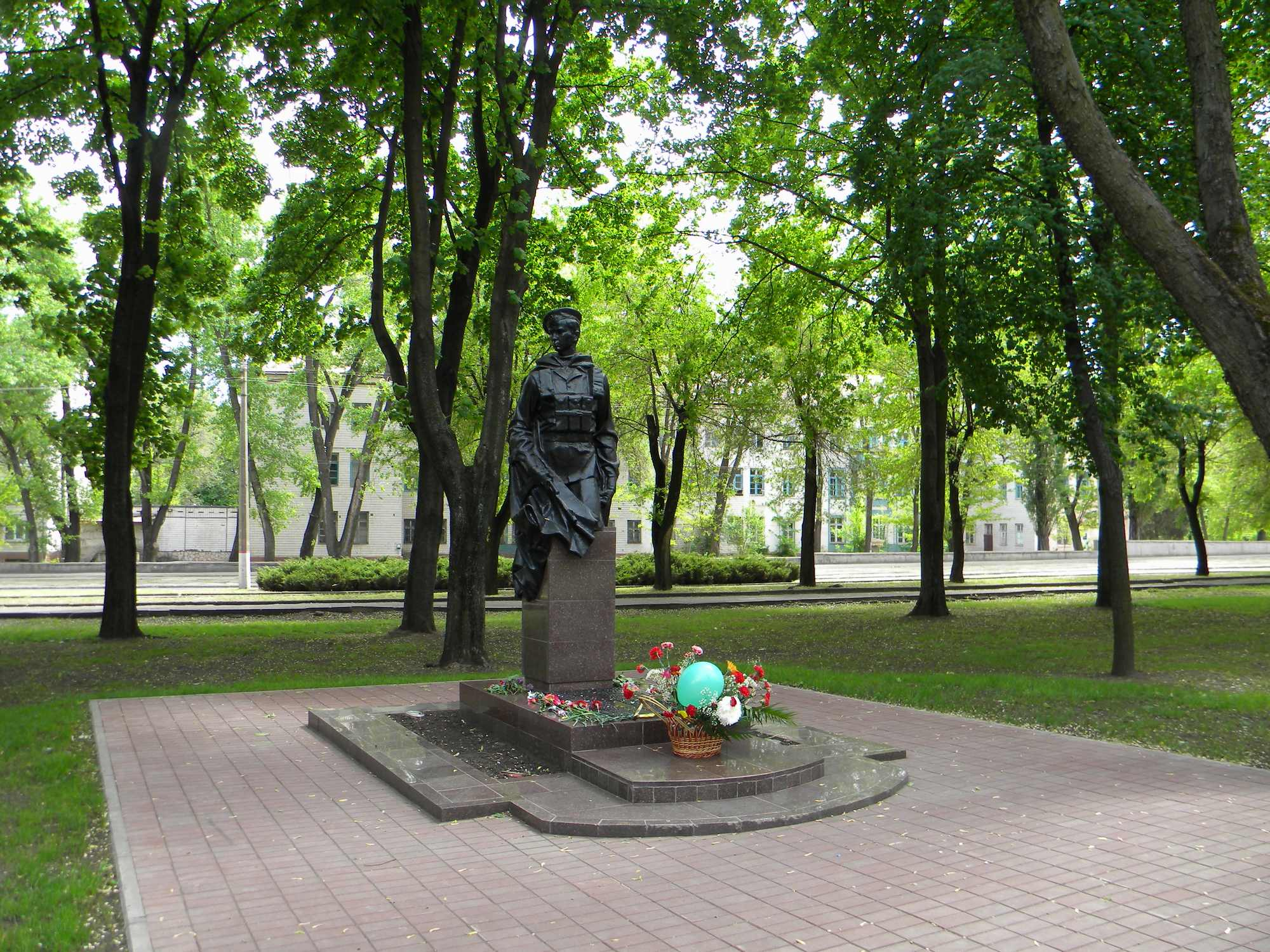
Имя на памятнике воинам-интернационалистам на Дзержинке (Кривой Рог)

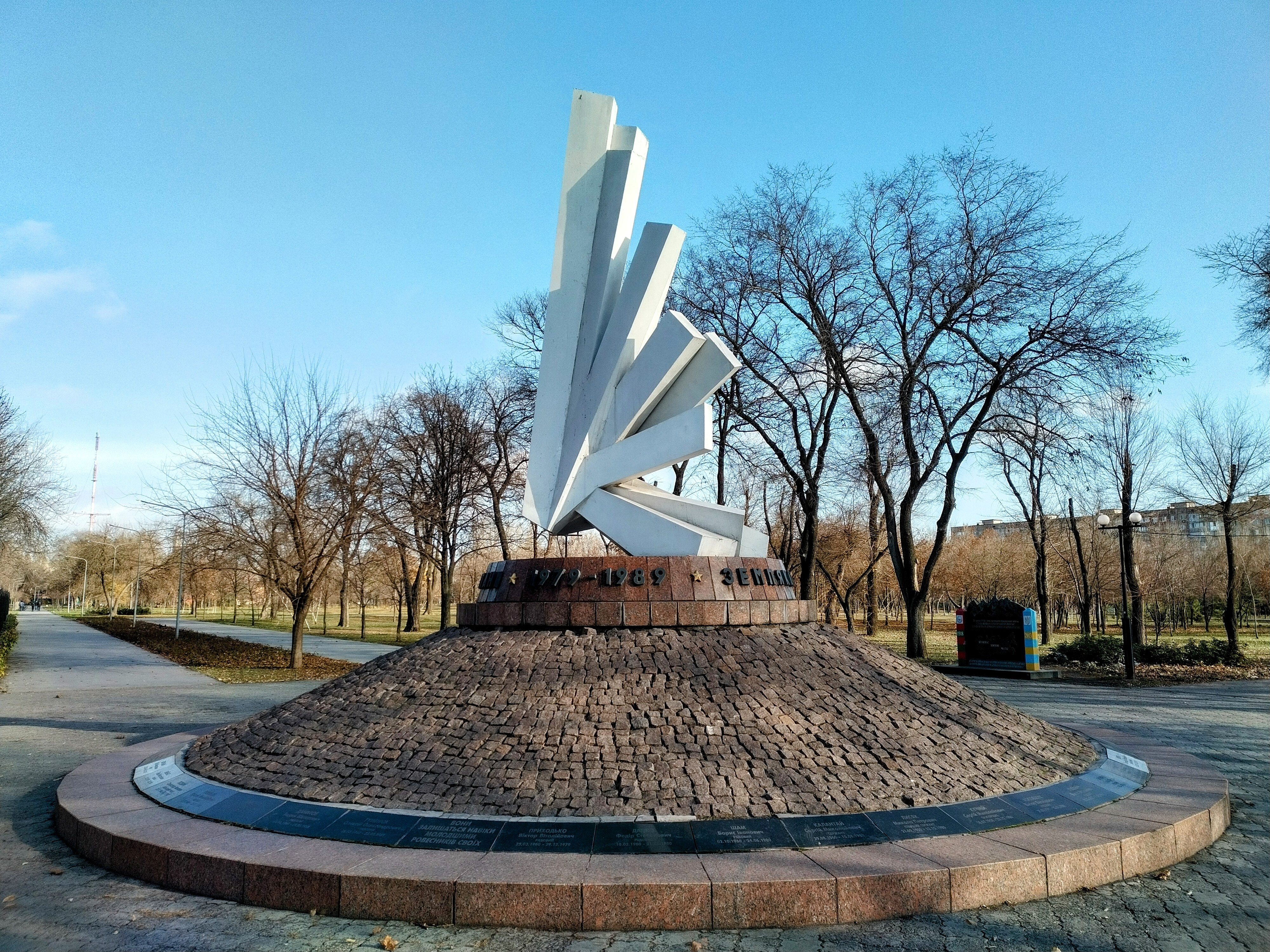
Имя на памятнике воинам-интернационалистам в Юбилейном парке (Кривой Рог)

Веклич Александр Анатольевич (27 июня 1964, Кривой Рог, Днепропетровская область — 20 февраля 1986, Души, Баглан) — советский военнослужащий, младший сержант, участник Афганской войны.

## Биография
Родился 27 июня 1964 года в городе Кривой Рог Днепропетровской области УССР в рабочей семье.
Окончил среднюю школу № 65 в Кривом Роге, работал слесарем в строительно-монтажном управлении «Днепркоксохимремонт».
В мае 1984 года был призван в ряды Советской армии Саксаганским РВК Кривого Рога. В октябре 1985 года направлен в Афганистан, где служил мотористом‑монтажником в составе части 276-й трубопроводной бригады (в/ч п/п 38021).
20 февраля 1986 года участвовал в патрульной аварийной операции на БТР по трассе трубопровода к аварийному участку возле населённого пункта Души, района Души провинции Баглан. Во время операции колонна была обстреляна, был ранен, проявил мужество и продолжал бой до получения смертельного ранения.
Похоронен в городе Кривой Рог на Центральном кладбище (участок 27, ряд 18, могила 385).

## Награды
- Орден Красной Звезды (посмертно)[1][2].

## Память
- Имя на памятнике воинам-интернационалистам Днепропетровщины, погибшим в Афганистане (Днепр)[4];
- Имя на памятнике воинам-интернационалистам на Дзержинке (Кривой Рог);
- Имя на памятнике воинам-интернационалистам в Юбилейном парке (Кривой Рог);
- Памятная плита, установленная в 1989 году на фасаде школы № 65 по Революционной улице в Долгинцевском районе (Кривой Рог)[5].